# Eliseu Visconti
Eliseu Visconti, né Eliseo D'Angelo le 30 juillet 1866 à  Giffoni Valle Piana (Italie) et mort le 15 octobre 1944 à Rio de Janeiro (Brésil), est un peintre, dessinateur et enseignant brésilien d'origine italienne.

## Biographie
Eliseo D'Angelo naît dans la province de Salerne en Italie. En 1873, il immigre avec sa sœur Marianella au Brésil.
Il entre en 1884 au Liceu Imperial de Artes e Ofícos de Rio de Janeiro, dans l'atelier de Victor Meirelles. Après ses études dans le Liceu, il s'inscrit à l'Académie impériale des Beaux-Arts, travaillant avec Victor Meirelles, Henrique Bernardelli, Rodolfo Amoedo et José Maria de Medeiros. Pendant son séjour à l'Academia — durant lequel il reçoit une médaille d'or en 1889 —, il participe activement à des mouvements qui visent au renouvellement des méthodes d'enseignement, entre autres celles qui ont créé l'Atelier Livre (« atelier libre »), avec l'aide de João Zeferino da Costa, Rodolfo Amoêdo, Henrique et Rodolfo Bernardelli.
Après avoir obtenu le prix du voyage en Europe en 1892, Visconti rejoint l'année suivante Paris et entre à l'École nationale supérieure des beaux-arts. À partir de 1894, il fréquente l'Académie Julian et l'École des arts décoratifs, où il est élève d’Eugène Grasset. On le voit dans les Salons de la Société nationale des beaux-arts et de la Société des artistes français. À l'Exposition universelle de 1900, il présente les tableaux Gioventú et Oréadas pour lesquels il reçoit une médaille d'argent.
Retournant au Brésil, Visconti y réalise d'importantes expositions, à Rio de Janeiro et à São Paulo, et obtient le premier prix dans un concours pour les timbres postaux brésiliens. Précurseur de l'Art nouveau au Brésil, il revient une fois en Europe où il présente le portrait de l'artiste Nicolina Vaz de Assis au Salon de 1905 à Paris. Cette même année, il est invité à exécuter divers travaux décoratifs de peinture pour le Teatro Municipal de Rio de Janeiro (en). Il se met immédiatement à travailler à l'exécution de ces projets dans son atelier de la capitale française.
En juin 1906, il est choisi pour remplacer Henrique Bernardelli dans l'enseignement de la peinture de la Escola Nacional de Belas Artes qui prend la suite de l'ancienne Académie brésilienne, poste qu'il occupe dès l'année suivante, après son retour au Brésil. Parmi ses disciples, dans cette période d'activité comme enseignant qui a duré jusqu'en 1913, on peut signaler les peintres Marques Junior et Henrique Cavalleiro. À cette époque, il réalise des travaux décoratifs pour la bibliothèque nationale de Rio de Janeiro et reçoit la médaille d'or à l'Exposition universelle de Saint-Louis, en 1904, avec le tableau Recompensa de São Sebastião. Le musée de Santiago du Chili acquiert en 1912 une de ses œuvres, Sonho Místico (Rêve mystique).
En 1913, il retourne en Europe afin d'exécuter de nouveaux travaux à caractère décoratif pour le foyer du théâtre municipal de Rio de Janeiro, s'y consacrant jusqu'en 1916, lorsqu'ils sont achevés et envoyés au Brésil. Durant la même période, Visconti effectue des paysages de Saint-Hubert, un village en France où résidait la famille de Louise, son épouse. Il doit cependant attendre la fin de la Première Guerre mondiale pour se fixer définitivement au Brésil. En 1922, avec le triptyque Lar, il gagne la médaille d'honneur à l'Exposition du Centenaire de l'Indépendance (RJ). Il réalise l'année suivante la décoration du vestibule du conseil municipal de l'ancien district fédéral et, en 1924, le panneau représentant la signature de la première Constitution républicaine, pour l'ancienne Chambre fédérale, à Rio de Janeiro.
Eliseu Visconti poursuit par la suite sa quête inlassable pour faire évoluer sa technique. Il meurt le 15 octobre 1944, trois mois après avoir été frappé à la tête au cours d'un vol dans son atelier.
Visconti est un représentant important du postimpressionnisme au Brésil.

Œuvres d'Eliseu Visconti
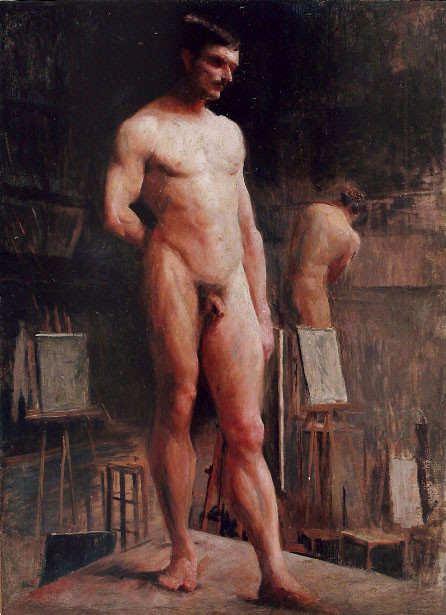
Académie d'homme (vers 1894), Rio de Janeiro, musée Dom-João-VI.
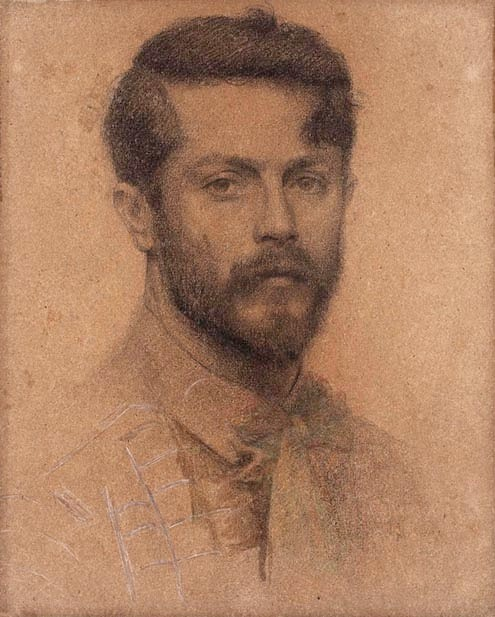
Autoportrait (1898), Rio de Janeiro, musée national des Beaux-Arts.
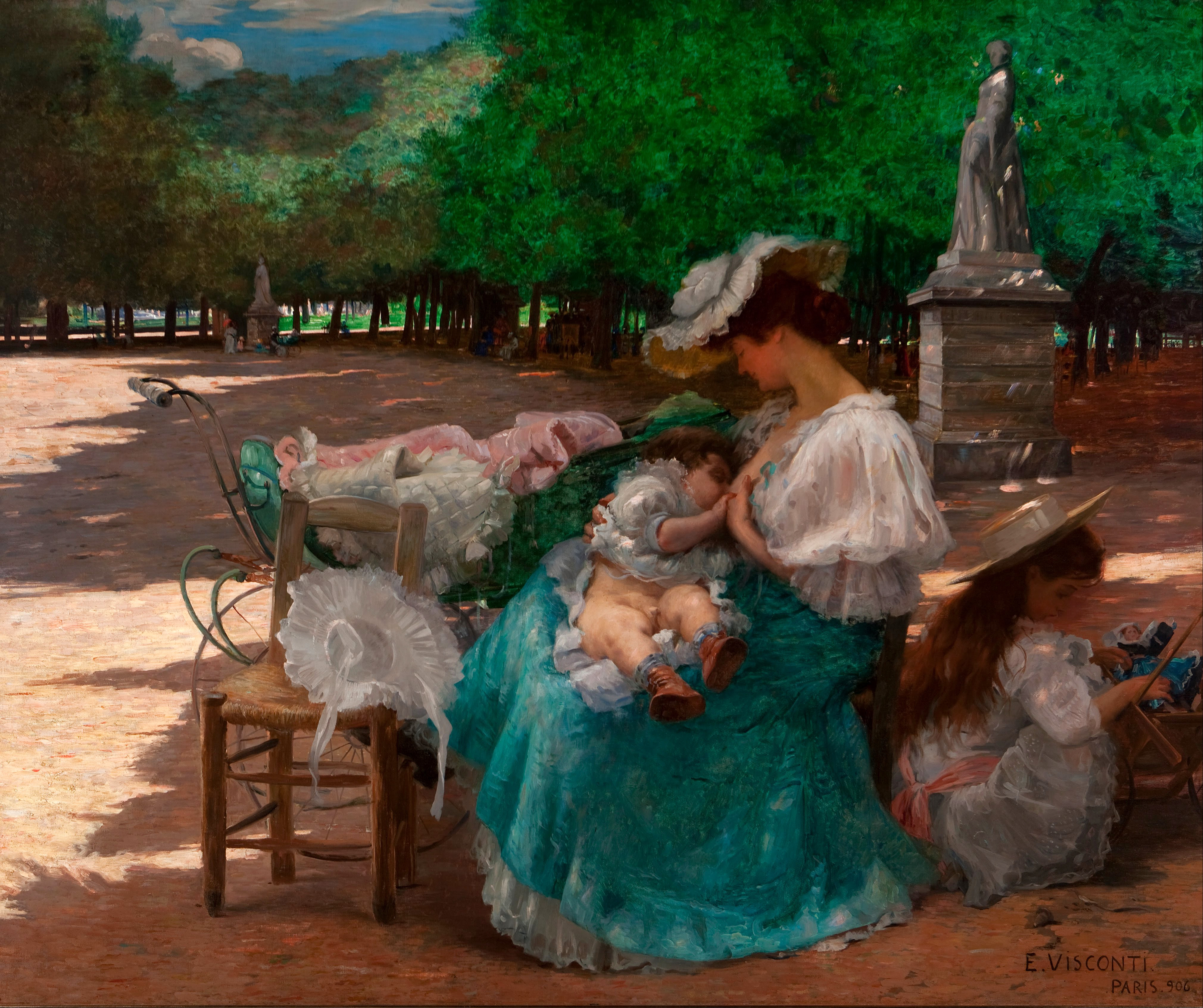
Maternité (1906), Pinacothèque de l'État de São Paulo.
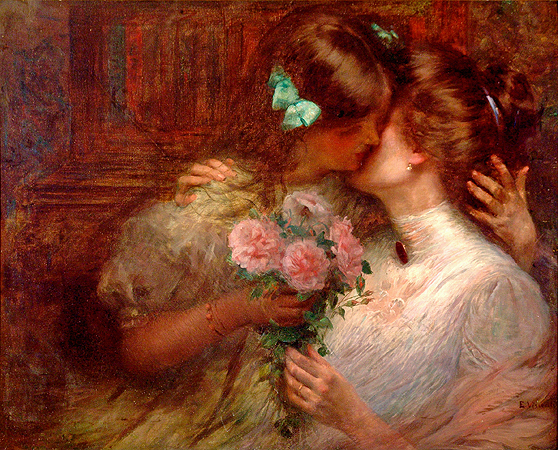
Le Baiser (1910), Campos do Jordão, Palácio Boa Vista (pt)
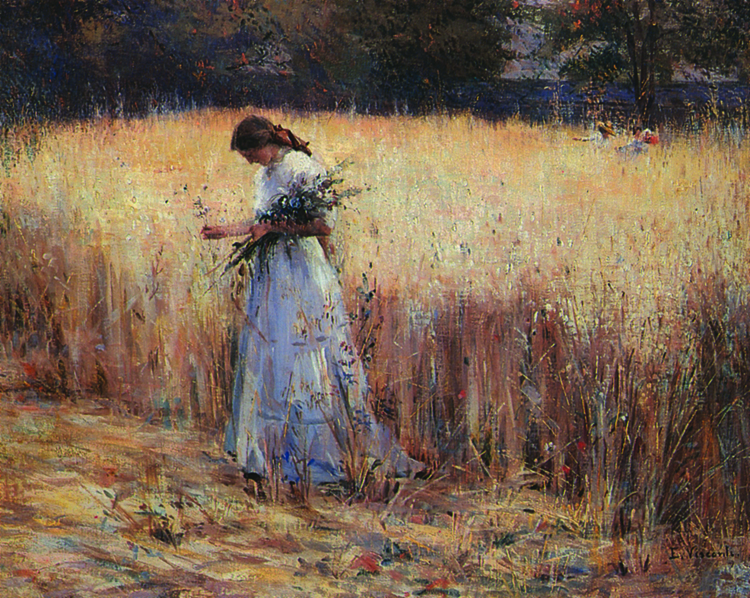
Moça no trigal (1916), collection particulière.